# 国道232号
国道232号（こくどう232ごう）は、北海道稚内市から留萌市に至る一般国道である。

## 概要
稚内市から天塩郡天塩町までは国道40号との重複区間、また苫前郡苫前町から留萌市までは国道239号との重複区間である。天塩郡天塩町から留萌市までの区間は日本海オロロンラインの一部を構成し、旧留萌支庁管轄自治体の区間は「萌える天北オロロンルート」としてシーニックバイウェイに指定されている。また、国道231号と併せて札幌・稚内間の最短経路として機能しており、国道12号・国道40号による旭川経由より約60 km短い。

### 路線データ
一般国道の路線を指定する政令に基づく起終点および重要な経過地は次のとおり。
- 起点：稚内市（稚内市中央3丁目1458番1[5]、国道40号終点）
- 終点：留萌市（留萌市元川町1丁目21番1[5]、国道231号・国道233号・国道239号終点、国道451号起点）
- 重要な経過地：北海道天塩郡天塩町、同道苫前郡苫前町
- 総延長 : 178.7 km（重用延長を含む。）[6][注釈 2]
- 重用延長 : 44.5 km[6][注釈 2]
- 未供用延長 : なし[6][注釈 2]
- 実延長 : 134.2 km[6][注釈 2]
  - 現道 : 128.6 km[6][注釈 2]
  - 旧道 : 5.5 km[6][注釈 2]
  - 新道 : なし[6][注釈 2]
- 指定区間：全線[7]

## 歴史
- 1953年（昭和28年）5月18日 - 二級国道232号稚内留萠線（稚内市 - 留萌市）として指定施行[8][注釈 3]。国立公文書館が所蔵し、公開している政令の御署名原本では、路線名は「稚内留萠」ではなく「稚内留萌」となっている[9]。
- 1965年（昭和40年）4月1日 - 道路法改正により一級・二級区分が廃止されて一般国道232号として指定施行[4]。

## 路線状況

### 通称
- 天売国道[10]
- 日本海オロロンライン

羽幌町沖の天売島に生息するウミガラス（通称オロロン鳥）に由来する。

### バイパス
天塩バイパス
天塩バイパス（てしおバイパス）は、北海道天塩郡天塩町字北川口から同町字更岸に至る延長8.0 kmのバイパス道路。天塩郡天塩町字川口を境に2段階に分けて供用を開始し、市街地を通過する南側の3.0 kmは2003年（平成15年）3月4日に、北側の5.0 kmは2012年（平成24年）3月28日にそれぞれ供用を開始した。建設にあたり、1987年（昭和62年）に廃止された旧国鉄羽幌線の跡地を流用した。

### 重複区間

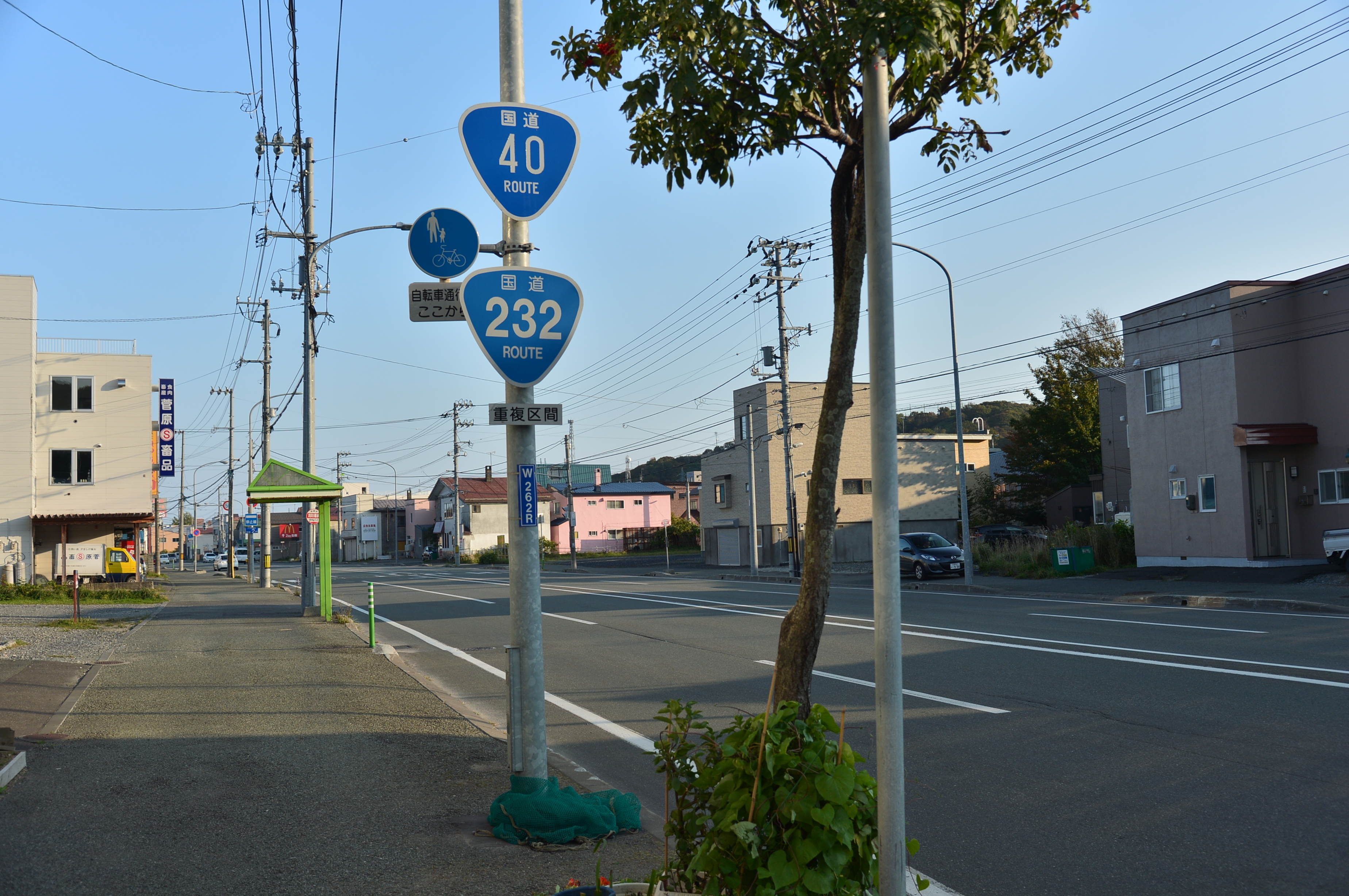
国道40号・232号重複区間（北海道稚内市）

- 国道40号（稚内市中央・中央2丁目（起点） - 天塩郡天塩町サクカヘシ）
- 国道239号（苫前郡苫前町上平 - 留萌市元川町1丁目・元川町2丁目（終点）

### 道路施設

#### トンネル
- 小平トンネル（728 m）

#### 道の駅
- 留萌振興局
  - てしお（天塩郡天塩町）
  - えんべつ富士見（天塩郡遠別町）
  - ☆ロマン街道しょさんべつ（苫前郡初山別村）
  - ほっと♡はぼろ（苫前郡羽幌町）
  - 風Wとままえ（苫前郡苫前町）
  - おびら鰊番屋（留萌郡小平町）

## 地理

### 通過する自治体
- 北海道
  - 宗谷総合振興局
    - 稚内市 - 天塩郡豊富町 - 天塩郡幌延町

  - 留萌振興局
    - 天塩郡天塩町 - 天塩郡遠別町 - 苫前郡初山別村 - 苫前郡羽幌町 - 苫前郡苫前町 - 留萌郡小平町 - 留萌市

### 交差する道路
起点からの国道40号との重複区間は省略
留萌振興局
天塩郡天塩町
- 国道40号 : サクカヘシ
- 北海道道484号天塩港線 : 川口
- 北海道道106号稚内天塩線・北海道道551号円山天塩停車場線 : 川口

天塩町遠別町
- 北海道道826号丸松線 : 丸松
- 北海道道119号遠別中川線 : 啓明
- 北海道道256号豊富遠別線 : 北浜
- 北海道道393号遠別停車場線 : 字本町6丁目
- 北海道道971号旭温泉旭線 : 旭

苫前郡初山別村
- 北海道道448号千代田初山別停車場線 : 初山別
- 北海道道612号築別天塩有明停車場線 : 栄
- 北海道道708号有明天塩有明停車場線 : 有明

苫前郡羽幌町
- 北海道道356号築別炭砿築別停車場線 : 築別（間接接続）
- 北海道道762号平羽幌線 : 北町
- 北海道道747号上羽幌羽幌停車場線 : 北町、南大通3丁目
- 北海道道547号羽幌港線 : 南大通3丁目

苫前郡苫前町
- 北海道道483号苫前港線 : 苫前
- 北海道道582号苫前停車場線 : 苫前
- 国道239号 : 上平
- 北海道道1062号力昼九重線 : 力昼

留萌郡小平町
- 北海道道853号田代港町線 : 鬼鹿港町
- 北海道道707号鬼鹿港線 : 鬼鹿港町（港町三区交点）
- 北海道道643号鬼鹿停車場線 : 鬼鹿港町（港町三区交点）、鬼鹿港町
- 北海道道958号大椴線 : 大椴
- 北海道道126号小平幌加内線 : 小平町
- 北海道道550号幌糠小平停車場線 : 小平町（小平中央町交点）、小平町（小平本町交点）

留萌市
- 北海道道1048号留萌小平線 : 春日町（春日町2丁目交点）
- 深川留萌自動車道留萌IC : 東雲町
- 北海道道1031号神居岩総合公園線 : 東雲町（東雲町1丁目交点）
- 国道231号・国道233号：元川町1丁目（終点）